# 増田隆生
増田 隆生（ますだ たかお、1959年6月1日 - ）は、フリーアナウンサー。元日本テレビ放送網のアナウンサー。

## 来歴
兵庫県神戸市出身。神奈川県立光陵高等学校、慶應義塾大学卒業。1982年入社。同期に大島典子、現・札幌テレビ放送社長の井上健、現・福岡放送社長の廣瀬健一がいる。主に報道・情報番組やスポーツ中継を担当した。
特にアメリカンフットボールに関して造詣が深く、日本テレビのNFL中継で長きに渡りメイン実況を務めた。スーパーボウルの実況を第24回スーパーボウルから数えて7回担当している。
2000年に報道局に異動。皇室担当としてニュースのみならず、ワイドショーなどでも解説をしていた。その後、出版部を経て2019年までスポーツ局に所属していた。スポーツ局では「日テレッス」という携帯のウェブサイトの編集長をしており、NFLのコラムなどを自ら執筆していた。
『タッチダウンPRO』や『週刊アスキー』等のメディアにNFL関連の記事を書いている。
日本テレビの携帯サイト「日テレッス」や「G+」のホームページで今週の見所を執筆。また、「日テレッス」内でファミコンソフトのTECMO SUPERBOWLの画面に合わせて解説の後藤完夫と一緒に実況をしていた。
クイズ好きとしても知られ、大学時代には『アタック25』に解答者として出場、優勝したことがある。
2019年6月1日を以て日本テレビを退社。その後にフリーアナウンサーとして現役に復帰。同年のNFL第6週ニューヨーク・ジャイアンツ対ニューイングランド・ペイトリオッツ戦の生中継（日テレジータス）にて、約20年ぶりにNFLの実況に復帰した。
現在は日テレイベンツの関連会社であるMAXキャスティング所属のフリーアナウンサーとしてNFLやスポーツクライミングなどの実況中継を担当している。

## 現在の出演番組
- スポーツ中継（NFL on 日テレG+、カレッジフットボール、サッカー）
- NASCAR Groove(ABEMA、モータースポーツ)

## 日本テレビ時代の出演番組
- NNNニューススポット
- 箱根駅伝
- 史上最大!第11回アメリカ横断ウルトラクイズ
- ジパングあさ6
- 投稿!特ホウ王国
- 香取慎吾の天声慎吾
- スーパーポップTV（洋楽番組）関東ローカル

## 映画
- ガメラ3 邪神覚醒（1999年）- 臨時ニュースのアナウンサーA（増田）役